# Bundesdenkmalamt
Das Bundesdenkmalamt (BDA) ist die in Österreich zuständige Behörde für Denkmalschutz und Denkmalpflege.

## Geschichte
Als Vorläufer des Bundesdenkmalamts wurde auf Basis eines Vortrags des Handelsministers Freiherrn von Brucks ueber die Nothwendigkeit einer umfassenden Fürsorge zur Erhaltung der Baudenkmale im oesterreichischen Kaiserstaate mit „Allerhöchster Resolution“ von Kaiser Franz Joseph I. per 31. Dezember 1850 die Errichtung einer Central-Commission in Wien sowie die Bestellung von Conservatoren in den Kronländern genehmigt und durch schriftliche Instruction detailliert beschrieben. 1853 begann die eigentliche Tätigkeit der Kommission. In ihr waren neben Beamten auch Wissenschaftler und Künstler (1855 etwa die Dichter Adalbert Stifter und Hermann Rollett) aktiv. Ab dem 1. Jänner 1856 wurden die Mittheilungen der kaiserl. königl. Central-Commission zur Erforschung und Erhaltung der Baudenkmale als Monatszeitschrift herausgegeben. 1859 wurde die Kommission, die zunächst beim Bautenministerium ressortierte, dem K.K. Ministerium für Kultus und Unterricht unterstellt.
Die „K.k. Zentralkommission für die Erforschung und Erhaltung der Kunst- und historischen Denkmale“ erhielt 1873 einen erweiterten Wirkungsbereich; auch wurde eine eigene Archiv-Section gebildet, die länderspezifische Archiv-Berichte herausgeben sollte. Ein eigenes Budget wurde zur Förderung von Restauriermaßnahmen eingerichtet. Kirche und Adel, die wichtigsten Eigentümer von denkmalgeschützten Objekten, verhinderten jedoch bis zum Ende der Donaumonarchie die Verabschiedung eines Denkmalschutzgesetzes. Auch Alois Riegl (1858–1905), Universitätsprofessor und erster Generalkonservator der Zentralkommission, scheiterte 1903 am Vorhaben der Erlassung eines solchen Gesetzes. Riegls Konzeptionen fanden allerdings internationale Anerkennung, ähnlich wie der von Max Dvorák (1874–1921) erstellte „Katechismus der Denkmalpflege“ (1916/18).
1910 übernahm Thronfolger Franz Ferdinand von Österreich-Este das Protektorat über die „K.K. Zentralkommission für Denkmalpflege“ und 1911 begann deren Umwandlung in ein Staatsdenkmalamt. Ihm zur Seite standen Franz I. (Liechtenstein) als Präsident der Zentralkommission sowie Vinzenz Baillet-Latour und Karl Lanckoroński als deren Vizepräsidenten. Die Schaffung einer legistischen Grundlage erfolgte erst nach dem Ersten Weltkrieg unter dem Druck des drohenden Ausverkaufs an Kulturgütern des hungernden Reststaates Deutsch-Österreich. Ab Dezember 1918 galt ein Ausfuhrverbot für Kunstgegenstände. 1923 wurde das erste Denkmalschutzgesetz erlassen. So wurde die beratende Kommission letztlich doch eine gesetzlich legitimierte, staatliche Behörde.
1934 wurde das Bundesdenkmalamt durch die „Zentralstelle für Denkmalschutz im Bundesministerium für Unterricht“ ersetzt.
Nach dem Anschluss Österreichs (März 1938) gingen die Funktionen der Landeskonservatoren an „Gaukonservatoren“ über. Die Zentralstelle wurde den kulturpolitischen Zwecken des NS-Regimes untergeordnet.
Dem Bundesdenkmalamt kam beim Kunstraub eine wichtige Rolle zu.
Das 1940 gegründete „Institut für Denkmalpflege“ als zentrale Fachstelle unterstand dem Berliner Wissenschaftsministerium.
Nach dem Zweiten Weltkrieg wurde das BDA neu gegründet. Wesentliche Gesetzesnovellen wurden 1978 und 1999 verabschiedet.
Im Jahr 2017 kritisierte der Rechnungshof in einem Prüfbericht das Bundesdenkmalamt schwer: So wurden mangelhafte Steuerung und Kontrolle, fehlende Strategien und Compliance-Verstöße festgestellt, intransparente Vergabe und Abrechnung von Förderungen sowie nicht genehmigte Überschreitungen des Personalplans über Fremdmitarbeiter und Kostensteigerungen in Millionenhöhe beim Projekt „Denkmalinformationssystem“. Der ressortzuständige Bundesminister Thomas Drozda (SPÖ) kündigte eine „strukturelle Neuordnung“ der Aufgaben und Kompetenzen des BDA an.

## Funktion und Gliederung

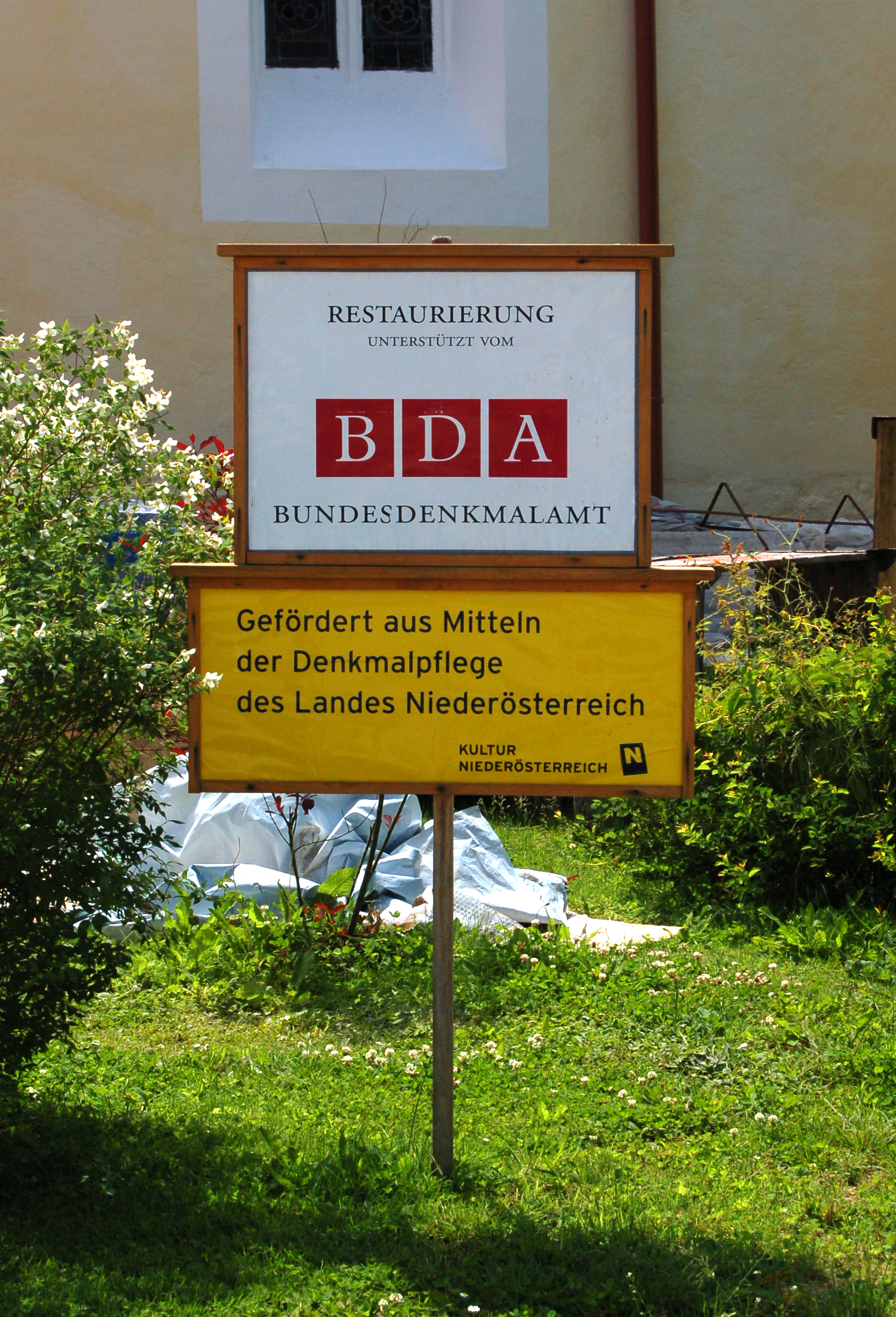
Bundesdenkmalamt und Land Niederösterreich bei der Denkmalpflege (hier im Waldviertel)

Die Aufgaben der Behörde umfassen unter anderem die Erhaltung, Restaurierung und Katalogisierung von Bau- und Kunstdenkmälern, Ausgrabungsstätten und historischen Gärten, aber auch die Überwachung der Ausfuhrbestimmungen nach dem Denkmalschutzgesetz. Das Bundesdenkmalamt arbeitet mit dem vom Bundesministerium für Unterricht, Kunst und Kultur beigestellten Denkmalbeirat zusammen.
Das Bundesdenkmalamt gliedert sich heute in das Präsidium in Wien und acht Landeskonservatorate – heute Abteilungen mit Abteilungsleitern – für jedes Bundesland in den Landeshauptstädten. Das LK, bzw. die Abteilung für das Burgenland hat ihren Sitz in Wien. Zu deren Verfügung stehen zentrale Fachabteilungen (Neustrukturierung der 2010er):
- Architektur und Bautechnik (auch Photogrammetrie)
- Archäologie (Bodendenkmale)
  - mit Archäologiezentrum Mauerbach
- Bewegliche Denkmale – Internationaler Kulturgütertransfer (Ausfuhrangelegenheiten, etwa Ausfuhrgenehmigungen für Kulturgüter)
- Inventarisation und Denkmalforschung (früher: Institut für Österreichische Kunstforschung)
  - Herausgeber des Dehio-Handbuches Die Kunstdenkmäler Österreichs und der Österreichischen Kunsttopographie, heute im Verlag Berger, Horn
  - Denkmalliste, Kulturgüterschutzliste
  - Amtsbibliothek, Fotoarchiv, Archiv
- Spezialmaterien:[A 1]
  - Gartenarchitektur (ehemalige Abteilung; historische Gärten und Parkanlagen)[8]
  - Technische Denkmale (ehemalige Abteilung; historische Manufakturen, Verkehrsbauwerke und historische Fahrzeuge, Infrastrukturanlagen, Industriearchitektur, Anlagen und Maschinen, u. ä.)
  - Klangdenkmale (ehemalige Abteilung; Kirchenorgeln und -glocken)
- Informations- und Weiterbildungszentrum Baudenkmalpflege – Kartause Mauerbach
- Konservierung und Restaurierung
  - Naturwissenschaftliches Labor[A 2]

Wichtige Aufgabe ist auch die Betreuung der Museen und Bibliotheken (ohne Bundesmuseen; ehemalige Abteilung).
Interne Dienste sind etwa Rechtsangelegenheiten, und Ähnliches.
Die beiden Restaurierwerkstätten sind:
- Chemisches Zentrallabor des Bundesdenkmalamtes im Wiener Arsenal[A 2]
- Restaurierwerkstätten Baudenkmalpflege in der Kartause Mauerbach[A 3]

Diese stehen den Mitarbeitern des Bundesdenkmalamtes (Landeskonservatorate, Amtsrestauratoren etc.), wie auch freiberuflichen Restauratoren oder Privatpersonen zur Verfügung. Im Zentrallabor werden auch die bei jeder Restaurierung geforderten Materialproben ausgewertet und katalogisiert sowie Gutachten erstellt.

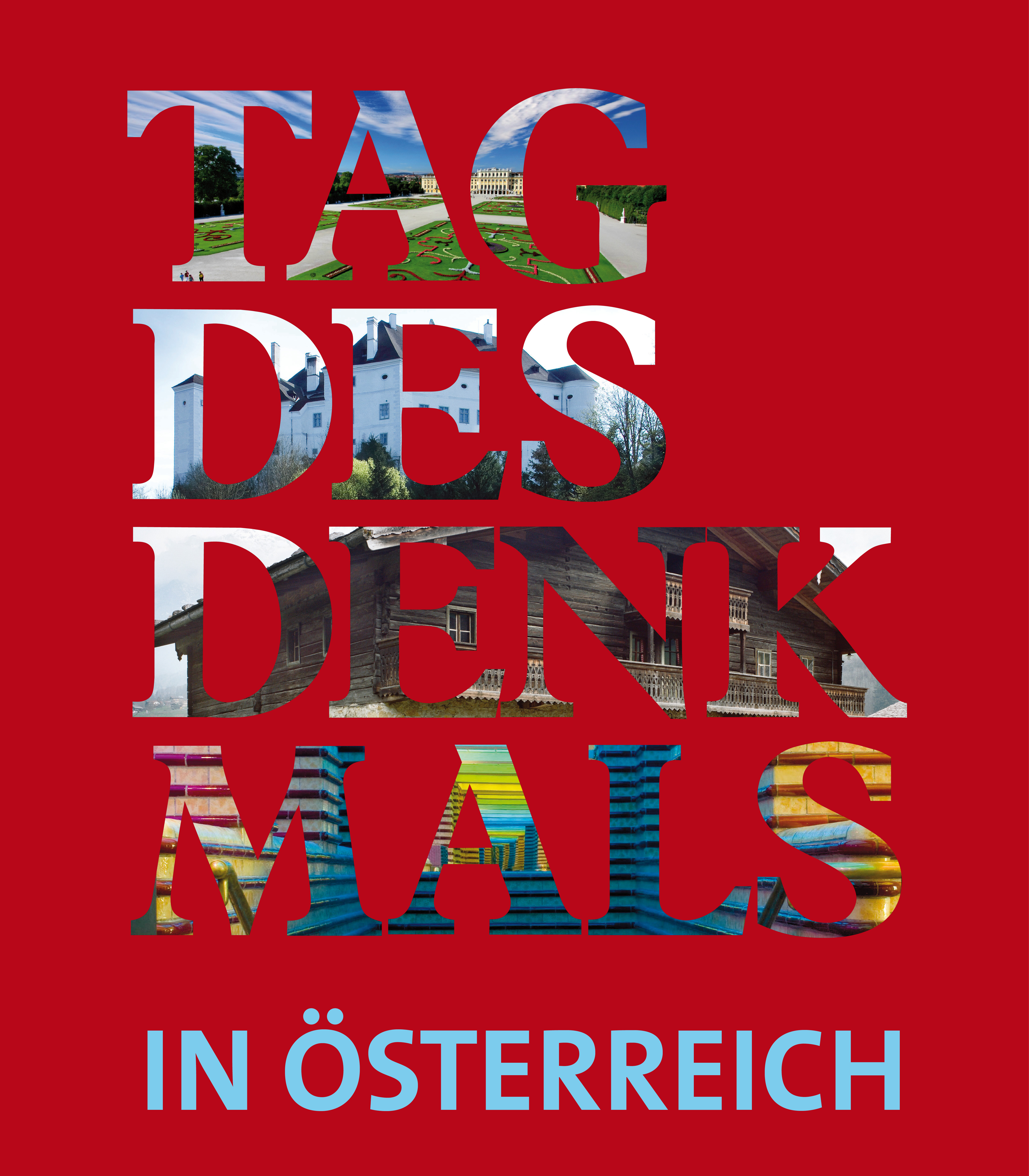

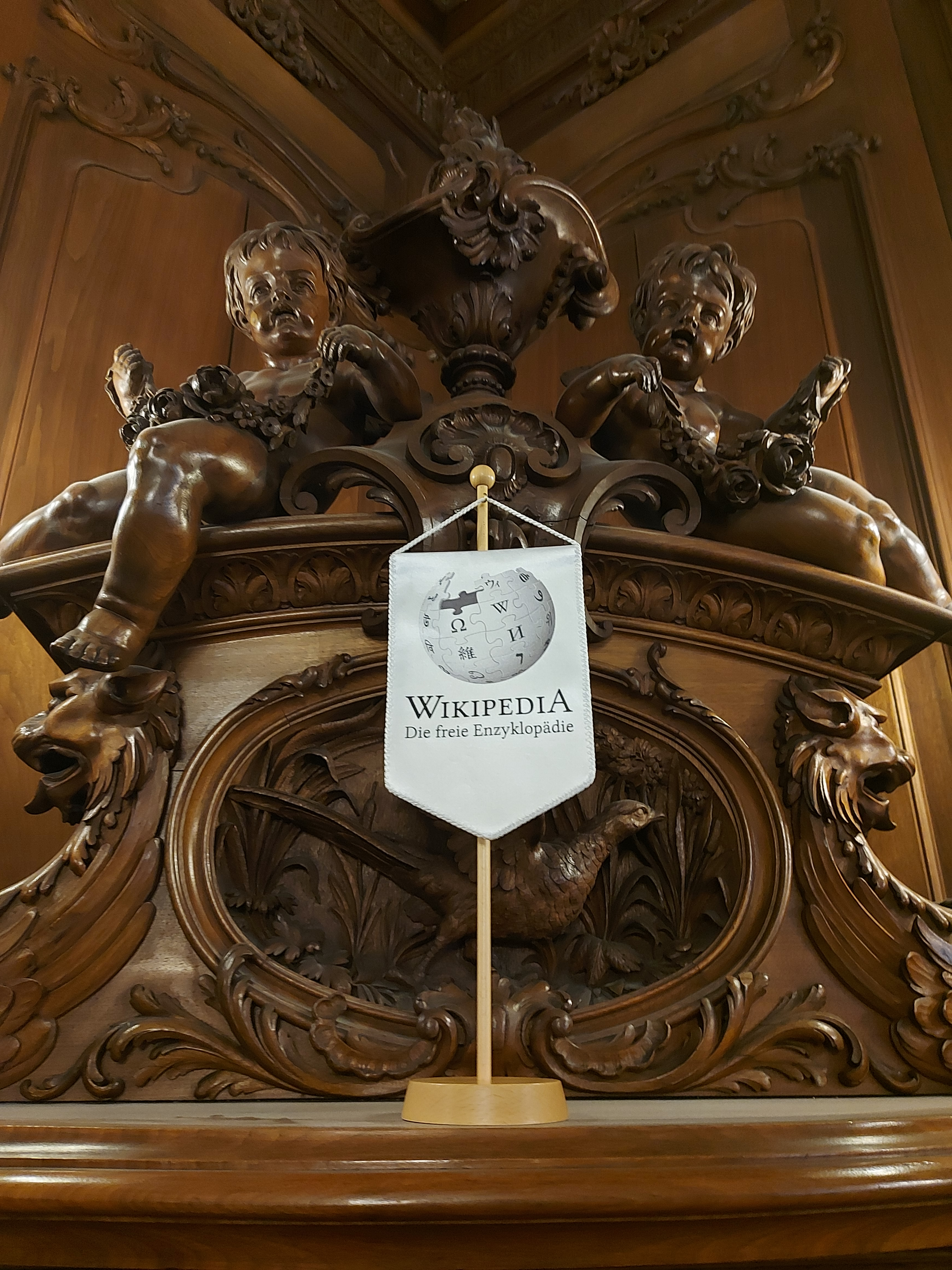

Das Bundesdenkmalamt war auch für die Restitution des rund 8.000 Gegenstände und Kunstwerke umfassenden Mauerbach-Bestandes zuständig, der der Republik Österreich Ende der 1940er-, Anfang der 1950er Jahre von den US-Truppen übergeben wurde. Nachdem bis 1996 angeblich keine Eigentümer ausfindig gemacht werden konnten, wurde der Bestand zugunsten der IKG versteigert. Erst Jahre später, als der Zugang zu Archiven für die Provenienzforschung geöffnet wurde, konnte anhand von Hinweisen und Aufklebern auf den Rückseiten der versteigerten Bilder (die fotografiert worden waren) in vielen Fällen die Besitzer eruiert werden. Diese Ergebnisse wurden Anfang Dezember 2008 veröffentlicht und in einer Ausstellung des Museums für angewandte Kunst präsentiert.
Ein wichtiges Betätigungsfeld ist die Öffentlichkeitsarbeit, um den Denkmalschutzgedanken zu vermitteln:
- So wird seit den späteren 1990ern der Tag des Denkmals[A 5] veranstaltet, der österreichische Beitrag zur europäischen Initiative der European Heritage Days (EHD): Traditionell am letzten Sonntag im September öffnen zahlreiche Denkmale, darunter auch solche, die als Privatbesitz sonst nicht zugänglich sind, für das Publikum. Geboten werden auch fachkundige Führungen. Seit 2015 wird der Denkmaltag österreichweit einheitlich veranstaltet und beworben.[10]
- Seit 2011 besteht eine Kooperation mit der Online-Enzyklopädie Wikipedia im Rahmen des weltweiten Projektes zu Kulturdenkmalen.[11] Anlässlich der erstmaligen Gesamtveröffentlichung der Denkmalliste 2010[12] wurde die Aufstellung von über 35.000 Einträgen auch in die Enzyklopädie eingearbeitet und unter Betreuung des Wikipedia Projekt Denkmalpflege mit Fotos, Texten, GIS-Daten und Literaturhinweisen ergänzt und mit Artikeln vernetzt.[13] Diese Zusammenarbeit war ein erfolgreiches und vielbeachtetes Pilotprojekt einer Behörde mit einer Freiwilligen-Community der Open-Data/Open-Access-Bewegung, die auch innerhalb der Wikimedia-Projekte prämiert wurde (Zedler-Preis Community-Projekt des Jahres 2012).[14] Damit konnte auch der lückenhafte und veraltete Dokumentationsbestand des Denkmalamtes ergänzt werden. Seit dem Tag des Denkmals 2011 besteht auch ein jährlicher öffentlicher Fotowettbewerb Wiki Loves Monuments,[A 6][15] die österreichischen Gewinner dieses inzwischen weltgrößten Fotowettbewerbs[16] werden in Beisein amtlicher Vertreter prämiert.

## Präsidenten, Generalkonservatoren

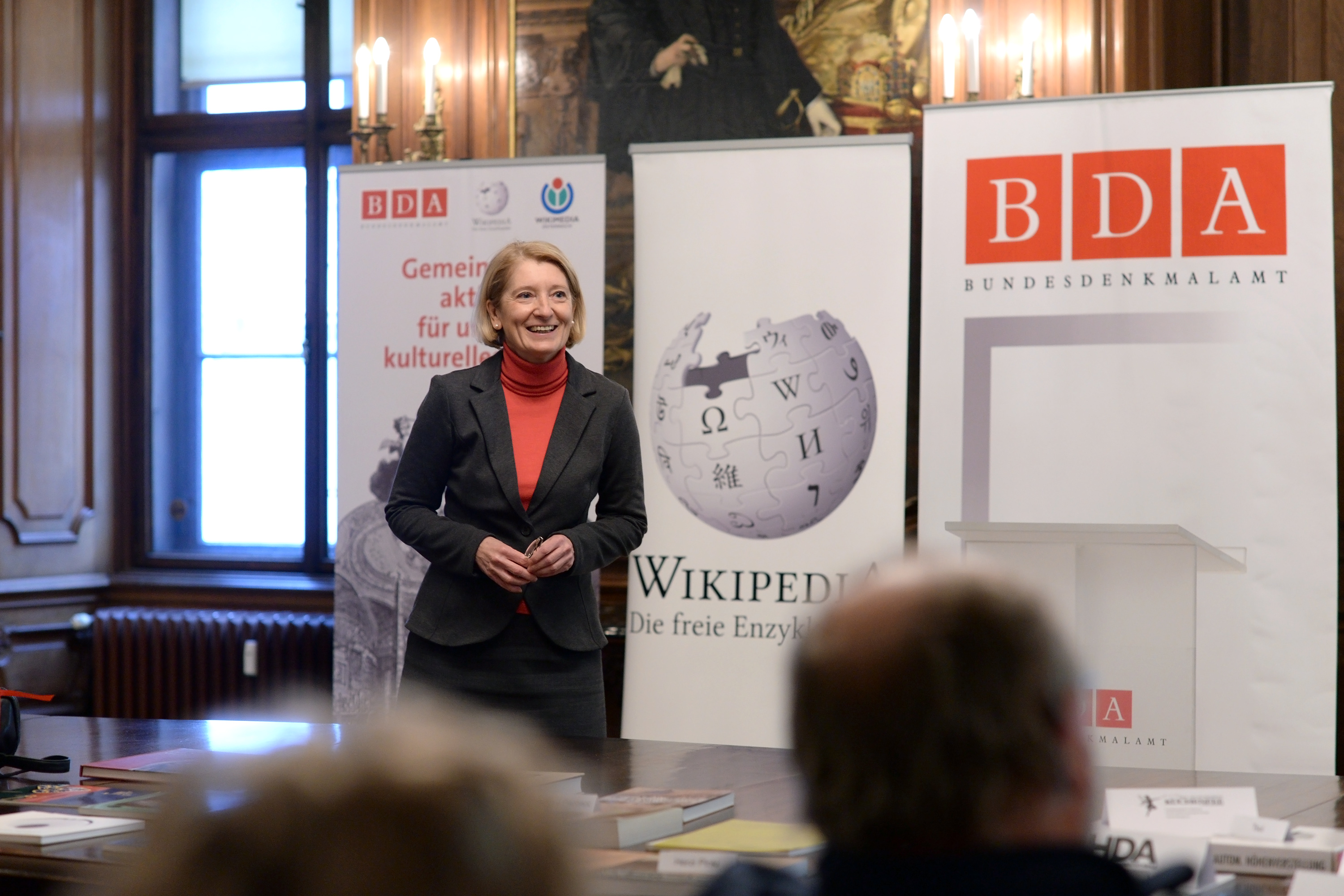
Ehemalige Präsidentin Barbara Neubauer, bei der Wikimedia Wiki-Loves-Monuments-Prämierung 2014

- 1852–1863 Karl Czoernig von Czernhausen (1804–1889)
- 1863–1910 Joseph Alexander von Helfert (1820–1910)
- 1904–1905 Alois Riegl (1858–1905)[17], Generalkonservator
- 1905–1910 Max Dvořák (1874–1921), Generalkonservator
- 1910–1914 Franz Ferdinand von Österreich-Este (1863–1914), Übernahme des Protektorats, ab 1911 schrittweise Errichtung eines Staatsdenkmalamtes
- 1928–1931 Fortunat Schubert von Soldern (1867–1953), erster Präsident des Bundesdenkmalamtes[18]
- 1931–1938 Leodegar Petrin (1877–1965)
- 1938–1945 Herbert Seiberl (1904–1952)
- 1946–1964 Otto Demus (1902–1990)
- 1965–1970 Walter Frodl (1908–1994)
- 1970–1982 Erwin Thalhammer (1916–2003)
- 1982–1997 Gerhard Sailer (1931–2002)
- 1997–2008 Wilhelm Georg Rizzi (* 1947)
- 2008–2018 Barbara Neubauer (* 1955)
- August–Dezember 2018 (interimistisch): Bernd Euler-Rolle (* 1957)[19]
- 1. Januar 2019 bis 19. März 2019: Erika Pieler[20][21]
- ab Juni 2019: Christoph Bazil[22]

## Publikationen
Periodika:

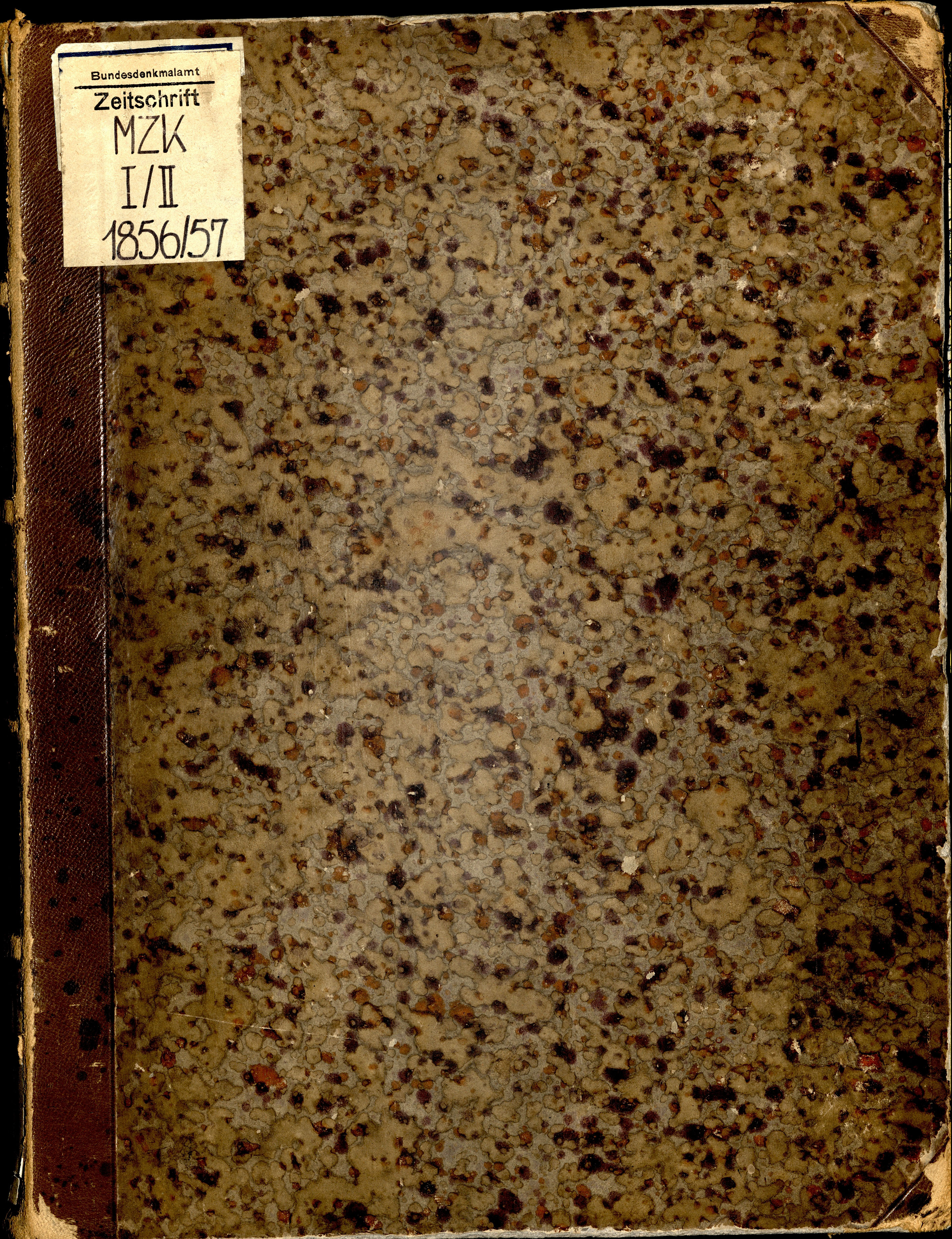
Umschlag der ersten Jahresausgabe der „Mittheilungen“

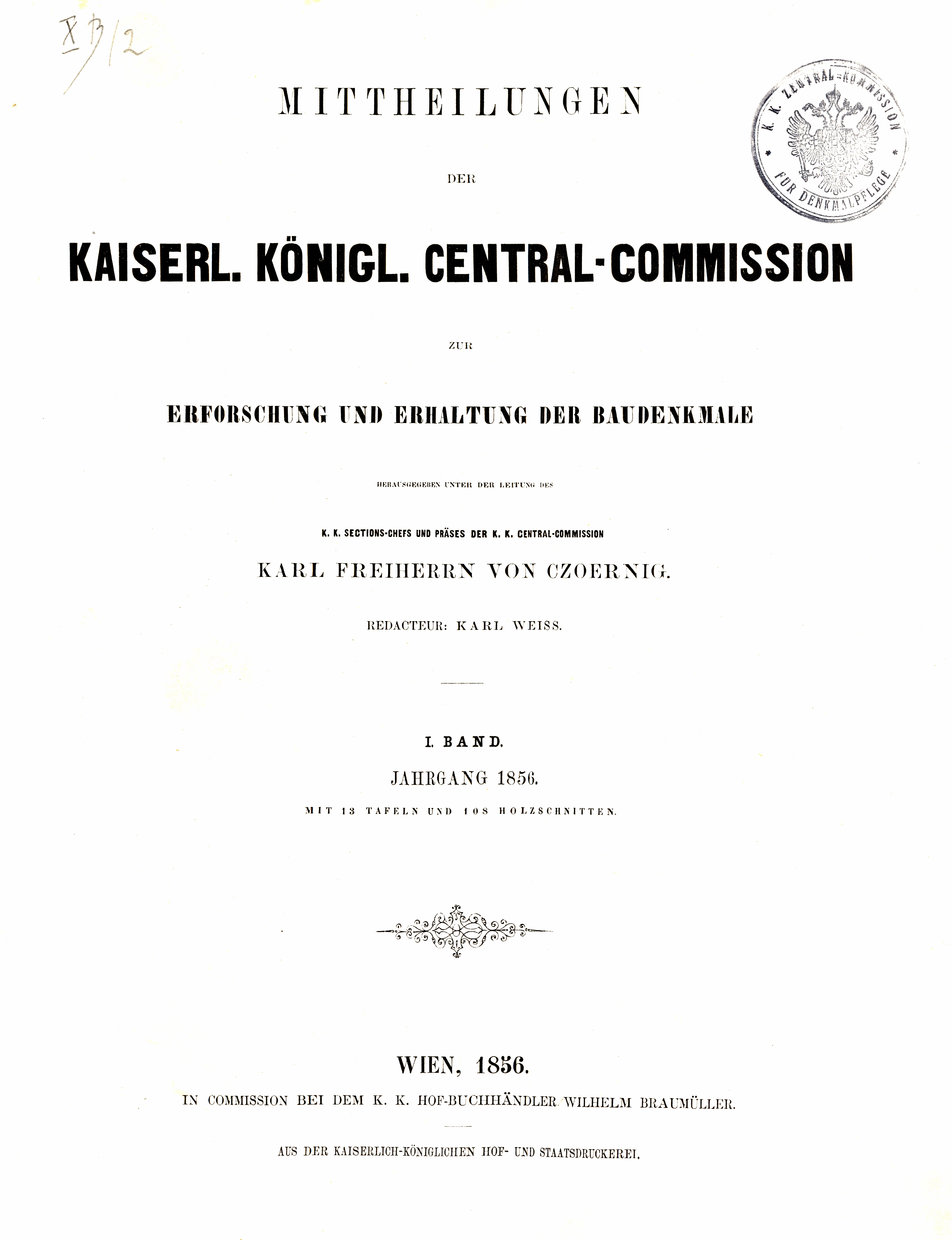
Titelseite der ersten Ausgabe der „Mittheilungen“, Jänner 1856

- Österreichische Zeitschrift für Kunst und Denkmalpflege. Verlag F. Berger, ISSN 0029-9626 (ab 1947, vierteljährlich).
- Restauratorenblätter. (jährlich).
- Studien zu Denkmalschutz und Denkmalpflege. Verlag F. Berger (unregelmäßig).

Reihen:
- Österreichische Kunsttopographie. Verlag F. Berger (ab 1907, unregelmäßige Neuerscheinungen).
- Abteilung für Denkmalforschung (Hrsg.): Die Kunstdenkmäler Österreichs. Topographisches Denkmälerinventar. Verlag F. Berger (ab 1979, Dehio-Handbuch, unregelmäßige Neuerscheinungen, zu den Einzelbänden siehe Dehio: Bibliographie).
- Abteilung für Bodendenkmale, Hofburg (Hrsg.): Fundberichte aus Österreich. Verlag F. Berger, ISSN 0429-8926 (ab 1920, jährlich, sowie Materialhefte und Sonderbände).

Sonstiges:
- Theodor Brückler, Ulrike Nimeth: Personenlexikon zur österreichischen Denkmalpflege (1850–1990). Hrsg.: Bundesdenkmalamt. Verlag F. Berger, Wien 2001, ISBN 978-3-85028-344-1.